# أدلبرتو ماتشادو
أدلبرتو ماتشادو (بالبرتغالية: Adalberto Machado) هو لاعب كرة قدم برازيلي في مركز الدفاع، ولد في 3 يونيو 1964 في ريو دي جانيرو في البرازيل. لعب مع نادي فلامنغو.

## وصلات خارجية
- أدلبرتو ماتشادو على موقع قاعدة بيانات كرة القدم.إي يو (الإنجليزية)